# Herbert Osborne Yardley
Herbert Osborne Yardley, ameriški kriptograf, častnik, scenarist in pisatelj, * 13. april 1889, Worthington, Indiana, ZDA, † 7. avgust 1958.
Yardley je najbolj znan kot ustanovitelj in vodja organizacije Black Chamber, ki je za ZDA razbila japonsko šifro med Mednarodno pomorsko razorožitveno konferenco leta 1921.